# Jackass Forever
Những trò đùa ngu ngốc (cách điệu là jackass fore♥er) là một bộ phim hài thực tế của Mỹ năm 2022 do Jeff Tremaine đạo diễn và sản xuất, cùng với các nhà sản xuất Spike Jonze và Johnny Knoxville, và được phát hành bởi Paramount Pictures. Đây là phần chính thứ tư trong loạt phim Jackass, sau Jackass 3D (2010). Phim có sự tham gia của các thành viên Jackass ban đầu là Knoxville, Steve-O, Dave England, Wee Man, Danger Ehren, Chris Pontius, Preston Lacy, những người mới tham gia nhóm Jackass và các khách mời nổi tiếng.
Jackass Forever được công chiếu lần đầu tại Nhà hát Trung Quốc ở Hollywood, California vào ngày 1 tháng 2 năm 2022, và ra rạp vào ngày 4 tháng 2. Bộ phim được các nhà phê bình đón nhận nồng nhiệt, trong đó nhiều người coi đây là bộ phim hay nhất của loạt phim. Nó cũng là một thành công về mặt thương mại, thu về hơn 80 triệu đô trên toàn thế giới so với kinh phí 10 triệu đô.
Các cảnh quay không sử dụng trong phim được biên soạn riêng, có tựa đề Jackass 4.5 và phát hành trên Netflix vào ngày 20 tháng 5 năm 2022.

## Tóm tắt
Jackass Forever không chứa một câu chuyện mà là một tập hợp các pha nguy hiểm, tiểu phẩm và trò đùa xen kẽ với những cái đầu biết nói trên trường quay với dàn diễn viên của nó. Bộ phim bắt đầu bằng sự tôn vinh điện ảnh kaiju, trong một thành phố dường như đang bị tàn phá bởi một con quái vật khổng lồ màu xanh lá cây. Trên thực tế, đó là dương vật của Chris Pontius được sơn màu xanh lá cây trên một bối cảnh nhỏ của một thành phố giao thoa với các diễn viên chạy qua một bối cảnh có kích thước thật của cùng một thành phố. Phần giới thiệu kết thúc với cảnh "con quái vật" bị cắn bởi một con rùa đang ngoạm và phần giới thiệu của Johnny Knoxville, "Xin chào, tôi là Johnny Knoxville, chào mừng đến với Jackass!"
Các pha nguy hiểm và chơi khăm với dàn diễn viên chính bao gồm Knoxville đối mặt với một con bò đực dẫn đến hậu quả nguy hiểm, Steve-O dùng dương vật làm tổ ong, Dave England bị đổ tinh dịch lợn lên người, một con kền kền đang ăn từng miếng thịt của Wee Man, Ehren McGhehey phải chịu những thử thách đau đớn với chiếc cúp thể thao, dương vật của Pontius được dùng làm mái chèo cho bóng chèo, và tinh hoàn của Preston Lacy được sử dụng làm túi đấm của con người. Những người mới đến cũng góp mặt trong nhiều pha nguy hiểm và chơi khăm, bao gồm cả Poopies chiến đấu với một con rắn chuột Texas, Zach Holmes trượt xuống luống xương rồng, Jasper Dolphin bị những chiếc quạt công nghiệp lớn thổi bay ra khỏi đoạn đường dốc khi anh ấy đang cầm dù, Eric Manaka lái xe đạp hết tốc lực vào bức tường giả, và Rachel Wolfson bị bọ cạp cắn vào môi. Màn nguy hiểm cuối cùng, Vomitron, có Zach, Dave, Eric, Poopies, Steve-O và Jasper uống sữa khi bị trói vào băng chuyền tốc độ cao. Khi họ bắt đầu nôn mửa, Knoxville và các thành viên còn lại bắt đầu một cuộc tấn công liên quan đến súng bắn sơn, máy đánh tennis và nhiều vụ nổ. Sau khi chắc chắn rằng pha nguy hiểm đã kết thúc, một vụ nổ lớn được thực hiện, gây bất ngờ cho các nạn nhân của pha nguy hiểm.

## Diễn viên
Dàn diễn viên từ phần phim trước trở lại, ngoại trừ thành viên ban đầu của Jackass Ryan Dunn, người đã qua đời vào năm 2011, nhưng xuất hiện qua đoạn phim lưu trữ ở phần cuối phần credit và bày tỏ lòng kính trọng đối với anh ấy.
Đây là bộ phim Jackass đầu tiên có dàn diễn viên mới. Bam Margera bị chấm dứt sản xuất vào tháng 8 năm 2020, vì phá vỡ hợp đồng do các nhiệm vụ liên quan đến lạm dụng chất kích thích. Tuy nhiên, anh ấy cũng xuất hiện trong "Ban nhạc diễu hành", được quay trước khi anh ấy bị sa thải cũng như trong các cảnh quay lưu trữ. Margera cũng đã quay phân đoạn "Sự im lặng của bầy cừu" với Steve-O nhưng những cảnh của anh ấy không được đưa vào bản cắt cuối cùng. Anh ấy cũng tham gia phân đoạn "Bộ ba Wedgie", nhưng phần lớn đã bị cắt bỏ.
- Johnny Knoxville
- Steve-O
- Chris Pontius
- Dave England
- Wee Man
- Danger Ehren
- Preston Lacy
- Sean "Poopies" McInerney
- Zach Holmes
- Jasper Dolphin
- Eric Manaka
- Rachel Wolfson

### Khách mời xuất hiện
- Compston "Cá mập đen" Wilson, cha của Jasper
- Nick Merlino
- David Gravette
- Aaron "Jaws" Homoki
- Natalie Palamides
- Courtney Pauroso
- Jules Sylvester
- Rob Dyrdek
- Eric André
- Francis Ngannou
- Danielle O'Toole
- P.K. Subban
- Tory Belleci
- Colson Baker
- Tyler, the Creator
- Brandon Leffler
- Michael Rooney
- Scott Handley
- Gary Leffew
- Parks Bonifay
- Arthur H. Spiegel III, cha của nhà sản xuất Spike Jonze
- Lionel Boyce

Các vai khách mời trong đoạn giới thiệu bao gồm Arthur H. Spiegel III, Errol Chatham, Alia Shawkat, Jalen Ramsey, Otmara Marrero, DJ Paul, Sean Malto, Mike Carroll, Breana Geering, Rick Howard, Tyler, the Creator, Lionel Boyce, Travis "Taco" Bennett, Louie Anderson, Syd tha Kyd, Vincent Alvarez và Tony Hawk.

### Đoàn phim
Một phần đáng kể của đoàn làm phim xuất hiện trên màn hình:
- Đạo diễn kiêm nhà sản xuất Jeff Tremaine
- Nhà sản xuất Spike Jonze
- Nhà sản xuất điều hành Shanna Zablow Newton và Greg "Guch" Iguchi (cũng là người quay phim cho bộ phim này)
- Tư vấn sản xuất Trip Taylor
- Đồng sản xuất và quay phim Dimitry Elyashkevich
- Đồng sản xuất và nhiếp ảnh Sean Cliver
- Người điều hành máy quay Lance Bangs, và Rick Kosick (người cũng đóng vai trò là nhà sản xuất liên kết)
- Chris Raab (còn được gọi là Raab Himself), từng là diễn viên định kỳ trong chương trình truyền hình Jackass và trong phim Jackass, hiện đóng vai trò là người điều hành máy quay[15]
- Nhà sản xuất MTV Brent Stoller
- Trợ lý đạo diễn thứ nhất Joe Osborne
- Nhà điều hành Boom Seamus Frawley
- Trợ lý mô hình khối Mike Kassak
- Điều phối viên đóng thế Charles Grisham

## Sản xuất

### Phát triển
Vào năm 2018, Johnny Knoxville nói rằng anh ấy sẵn sàng làm bộ phim Jackass thứ tư có thể có một số diễn viên mới, "chỉ để mang lại một chút tươi mới cho bộ phim". Anh ấy nói rằng anh tiếp tục viết ý tưởng cho các pha nguy hiểm và "một tấn" đã được đặt sang một bên nếu dự án được bật đèn xanh. Vào tháng 7 năm 2019, cựu diễn viên Chris Raab nói rằng anh ấy đã phỏng vấn đoàn làm phim Jackass trên podcast Bathroom Break của mình và lưu ý rằng mọi người vẫn sẵn sàng cho phần phim thứ tư nếu Knoxville, Jeff Tremaine và Spike Jonze đồng ý. Vào cuối năm 2019, Knoxville đã gặp Tremaine và phát hành một tài liệu dài 200 trang về ý tưởng cho bộ phim Jackass thứ tư. Họ đã đồng ý quay phim trong hai ngày với toàn bộ dàn diễn viên để xác định "nếu cảm thấy vẫn phù hợp" để thực hiện Jackass 4. Tremaine nói: “Thành thật mà nói, chỉ sau năm phút quay phim, chúng tôi đã sẵn sàng bắt tay vào làm một bộ phim". Vào tháng 9 năm 2020, Steve-O đã nói rằng anh ấy rất ngạc nhiên khi bộ phim "thậm chí còn thành hiện thực".
Vào tháng 5 năm 2021, Knoxville tuyên bố bộ phim sẽ là đóng góp cuối cùng của anh cho loạt phim Jackass. “Bạn chỉ có thể nắm lấy rất nhiều cơ hội trước khi điều gì đó không thể đảo ngược xảy ra,” Knoxville nói. "Tôi cảm thấy mình đã vô cùng may mắn khi nắm bắt được những cơ hội mà mình đã nắm bắt và vẫn đang xoay quanh nó." Trong lần xuất hiện vào ngày 12 tháng 7 năm 2021 trên Jimmy Kimmel Live!, Knoxville đã tiết lộ tiêu đề của bộ phim và cho xem những bức ảnh chính thức đầu tiên.

### Bam Margera bị sa thải
Vào tháng 1 năm 2021, Bam Margera chỉ ra rằng Paramount Pictures đã bắt anh phải chịu trách nhiệm pháp lý, do hành vi của anh trong vài năm qua. Anh chỉ ra rằng Tremaine đã đấu tranh với hãng phim để giữ Margera lại, nhưng Margera không chắc rằng Paramount sẽ cho phép anh ấy tham gia quay phim. Vào ngày 11 tháng 2, Margera đã đăng một số video lên tài khoản Instagram của mình, trong đó anh thừa nhận mình đã không còn tỉnh táo và tuyên bố rằng anh ấy đã chính thức bị sa thải khỏi bộ phim Jackass 4. Xuyên suốt video, có thể thấy Margera đã khóc, nôn mửa và ám chỉ việc đã tra cứu "cách thắt thòng lọng" trước khi chuyển đến Oceanside, California. Margera cáo buộc rằng Paramount đã ép anh uống thuốc chống trầm cảm, làm xét nghiệm nước tiểu ngẫu nhiên và đăng ký vào hai cơ sở phục hồi chức năng bằng tiền của anh. Anh còn tỏ thái độ khinh thường Tremaine, Knoxville, Jonze trước khi kêu gọi người hâm mộ tẩy chay phim. Sau đó, anh kêu gọi những người theo dõi gửi tiền cho anh để quay bộ phim của riêng anh ta để cạnh tranh với Jackass Forever. Các video đã bị xóa khỏi tài khoản Instagram của Margera ngay sau khi được đăng. Vào ngày 25 tháng 5 năm 2021, Tremaine đã đệ trình lệnh cấm tạm thời đối với Margera do Margera quấy rối Tremaine và Knoxville qua Instagram. Tremaine đã được cấp thêm một lệnh bảo vệ trong ba năm, mở rộng cho vợ và con của Tremaine, sau khi Margera bị cáo buộc gửi những lời đe dọa giết gia đình anh. Vào ngày 9 tháng 8 năm 2021, Margera đã đệ đơn kiện Knoxville, Jonze và Tremaine, cũng như chống lại Paramount Pictures, MTV, Dickhouse Entertainment và Gorilla Flicks, cáo buộc rằng anh đã bị sa thải khỏi quá trình sản xuất bộ phim một cách sai trái. Margera cũng nói rằng bộ phim sử dụng những đóng góp của anh ấy trước khi bị sa thải và do đó đang xin lệnh phát hành bộ phim vào tháng 10. Vào ngày 12 tháng 1 năm 2022, Knoxville nói rằng một cảnh Margera đã quay sẽ vẫn được giữ nguyên, bất chấp vụ kiện. Họ đi đến dàn xếp sau khi Margera yêu cầu bác bỏ vụ kiện vào ngày 14 tháng 4 năm 2022. Các điều khoản của thỏa thuận vẫn được giữ kín. Margera vẫn có thể hoàn toàn tham gia Jackass Forever bằng cách tham dự một cuộc họp Zoom với Knoxville, Spike và Tremaine. Tuy nhiên, Margera đã không tham dự cuộc họp này.

### Thử vai
Vào ngày 25 tháng 5, Knoxville đã xác nhận sáu thành viên mới:  Jasper Dolphin từ Loiter Squad và người cha từng bị kết án của anh ấy là Compston "Cá mập đen" Wilson; Eric Manaka, người đã đóng một vai trong phim Action Point của Knoxville; diễn viên hài độc lập Rachel Wolfson; Zach Holmes từ Too Stupid to Die; và vận động viên lướt sóng Sean "Poopies" McInerney người trước đó đã xuất hiện trong chương trình đặc biệt Jackass Shark Week special. Ban đầu, dự án được giới thiệu như một sự kiện đặc biệt để kỷ niệm, và dàn diễn viên mới sau đó được thông báo rằng đây sẽ là một bộ phim.

### Quay phim
Wee Man nói rằng ban đầu họ dự định quay phim ở các địa điểm khác nhau trên thế giới, nhưng đã bị cản trở bởi đại dịch COVID-19. Anh cũng tuyên bố rằng Paramount Pictures đã sử dụng Jackass Forever để xem làm thế nào các hãng phim có thể tiếp tục quay phim trong đại dịch. Vì phần lớn bộ phim được quay trong đại dịch COVID-19 nên tất cả các diễn viên và thành viên đoàn làm phim đều phải xét nghiệm COVID-19 mỗi ngày quay phim. Vào ngày 6 tháng 1 năm 2022, Jeff Tremaine tuyên bố rằng tất cả các thử nghiệm cộng lại có chi phí "khoảng hơn một triệu đô".
Bắt đầu quay phim thử nghiệm vào ngày 10 tháng 12 năm 2019. Trong hai ngày quay thử, vận động viên trượt ván chuyên nghiệp Aaron "Jaws" Homoki bị gãy tay và vỡ đầu. Phân cảnh chính bắt đầu vào ngày 3 tháng 3 năm 2020. Vào ngày quay đầu tiên, dàn diễn viên đã ném rắn vào người Bam Margera trong bóng tối để khiến anh ấy sợ rắn. Hai ngày sau khi được bật đèn xanh, Steve-O và Johnny Knoxville phải nhập viện. Quá trình quay phim đã ngừng quay vào tháng 3 năm 2020 do đại dịch COVID-19 và được tiếp tục bảy tháng sau vào ngày 19 tháng 10 năm 2020, với Dimitry Elyashkevich là nhà quay phim.

### Chấn thương
Wee Man nói rằng trong số tất cả các bộ phim Jackass, "bộ phim này đau nhất". Vào ngày 15 tháng 12 năm 2020, có thông tin cho rằng Knoxville và Steve-O đã phải nhập viện do chấn thương trên phim trường. Knoxville bị thương khi đang quay một pha nhào lộn tại trang trại của Gary Leffew. Sau khi bị một con bò tấn công, anh bị gãy xương sườn, gãy cổ tay, vỡ đầu và xuất huyết não. Steve-O bị gãy xương đòn nhưng cảnh quay đã bị cắt. Steve-O cũng bị mất cả hai lông mày trong một cảnh khác bị cắt khỏi phim, nhưng được chiếu trong Jackass 4.5. Ehren McGhehey bị vỡ tinh hoàn bên phải sau một trong những "Bài kiểm tra cốc". Vận động viên trượt ván chuyên nghiệp Aaron "Jaws" Homoki bị bỏng nặng ở tay phải trong một đoạn phân cảnh khác. Dave England cũng bị bỏng tay phải trong cảnh mở đầu. Zach Holmes bị nhiễm trùng sau khi trượt chân vào bụi xương rồng.

## Phát hành
Vào ngày 19 tháng 12 năm 2019, Paramount Pictures đã lên lịch phát hành bộ phim vào ngày 5 tháng 3 năm 2021. Vào tháng 4 năm 2020, ngày phát hành bị lùi sang ngày 2 tháng 7 năm 2021. Vào tháng 7 năm 2020, bộ phim lại bị hoãn đến ngày 3 tháng 9 năm 2021 do đại dịch COVID-19. Vào tháng 4 năm 2021, bộ phim lại bị trì hoãn đến ngày 22 tháng 10 năm 2021. Vào tháng 9 năm 2021, bộ phim lại một lần nữa bị hoãn đến ngày 4 tháng 2 năm 2022. Bộ phim đã có buổi ra mắt toàn cầu tại Nhà hát Trung Quốc ở Hollywood, California vào ngày 1 tháng 2 năm 2022 và được Paramount Pictures phát hành tại rạp vào ngày 4 tháng 2 năm 2022. .

### Ấn phẩm tại nhà
Phim có trên Paramount+ vào ngày 22 tháng 3 năm 2022, và kỹ thuật số vào ngày 29 tháng 3 năm 2022, sau đó là bản phát hành Blu-ray và DVD vào ngày 19 tháng 4 năm 2022. Các bản phát hành Blu-ray, DVD và kỹ thuật số bao gồm 40 phút cảnh quay bổ sung. Nó được phát sóng trên Showtime vào ngày 21 tháng 8 năm 2022..

## Đánh giá

### Phòng vé
Jackass Forever đã thu về 57,7 triệu đô ở Mỹ và Canada, và 22,6 triệu đô ở các vùng lãnh thổ khác, với tổng doanh thu toàn cầu là 80,3 triệu đô..
Tại Mỹ và Canada, Jackass Forever được phát hành cùng với Trăng rơi và được dự đoán sẽ thu về khoảng 15 triệu đô từ 3.604 rạp trong tuần đầu công chiếu, với Boxoffice Pro dự đoán doanh thu ra mắt trong ba ngày là 22–32 triệu đô. Bộ phim đã kiếm được 9,6 triệu đô trong ngày đầu tiên (bao gồm khoảng 1,65 triệu đô ước tính từ các bản xem trước vào tối thứ Năm), tăng dự đoán cuối tuần lên 20 triệu đô. Khoảng 300 rạp chiếu phim đã đóng cửa vào thứ năm do một cơn bão tuyết ảnh hưởng đến hầu hết miền Trung Tây Hoa Kỳ. Jackass Forever tiếp tục ra mắt với 23,2 triệu đô. IĐây là bộ phim thứ ba của Paramount đứng đầu phòng vé trong tuần đầu công chiếu trong thời kỳ đại dịch COVID-19, sau Vùng đất câm lặng: Phần II và Scream 5. Giám sát phương tiện truyền thông xã hội RelishMix đã ghi nhận thành tích phòng vé của bộ phim nhờ vào lượng người hâm mộ trực tuyến lớn, những lời truyền miệng tích cực và những lời cảm ơn tới Margera, hành trình thể chất của Knoxville và "ký ức về Jackass hơn 22 năm". Công ty phân tích phòng vé EntTelligence cũng ghi nhận thời lượng 96 phút của bộ phim giúp tăng số lượng suất chiếu tại rạp. Deadline Hollywood đã đề cập đến thể loại phim và mức độ phổ biến của nhượng quyền thương mại trên TikTok như những yếu tố góp phần khác. Bộ phim đã kiếm được 8,1 triệu đô trong tuần thứ hai, 5,2 triệu đô trong tuần thứ ba, 3,1 triệu đô trong tuần thứ tư, 1,4 triệu đô trong tuần thứ năm, và 1,1 triệu đô trong tuần thứ sáu. Bộ phim rớt khỏi top 10 phòng vé vào cuối tuần thứ bảy, đứng thứ mười hai với 510,117 đô.
Bên ngoài Mỹ và Canada, bộ phim đã thu về 5,2 triệu đô từ chín thị trường, bao gồm 2,8 triệu đô ở Vương quốc Anh, và 1,8 triệu đô từ Úc sau phần mở màn ở vị trí đầu tiên tại phòng vé trong khi bộ phim đứng thứ hai ở Vương quốc Anh, Na Uy và New Zealand. Bộ phim kiếm được 2,7 triệu USD trong tuần thứ hai công chiếu, 2 triệu đô trong tuần thứ ba, 1,7 triệu đô trong tuần thứ tư, 767.000 đô trong tuần thứ năm, 1,8 triệu đô trong tuần thứ sáu, 1,1 triệu đô trong tuần thứ bảy, và 585.000 đô trong tuần thứ tám.

### Phản ứng quang trọng
Trên trang web tổng hợp phê bình Rotten Tomatoes, 85% trong số 163 bài phê bình của các nhà phê bình là tích cực, với điểm trung bình là 7/10. Sự đồng thuận của trang web có nội dung: "Một sự hồi sinh của loạt phim một cách vui vẻ, Jackass Forever sẽ khiến bạn lo lắng hơn bao giờ hết cho sức khỏe và sự an toàn của dàn diễn viên - nhưng không đủ để khiến bạn thôi cười."  Metacritic, sử dụng thang điểm 100, đã cho bộ phim số điểm là 74 trên 100, dựa trên 40 nhà phê bình, cho thấy "các bài đánh giá nhìn chung là thuận lợi". Đây là bộ phim Jackass được đánh giá cao nhất trên cả hai trang web. Khán giả được thăm dò bởi CinemaScore đã cho điểm trung bình của bộ phim là "B+" trên thang điểm từ A+ đến F, trong khi những người ở PostTrak cho bộ phim điểm tích cực là 86%, với 67% nói rằng họ chắc chắn sẽ giới thiệu bộ phim..
Owen Gleiberman của tờ Variety đã viết: "Nhóm nghiên cứu đã không chùn bước trong sứ mệnh tạo ra những pha nguy hiểm về cơ bản là những pha nguy hiểm trong nhà được xây dựng công phu một cách ngu ngốc nhất thế giới, và dàn dựng chúng bằng một sự cuồng nhiệt ở tuổi vị thành niên nằm ở đâu đó giữa tâm thần và cẩn thận."  David Fear của Rolling Stone cho nó 4 trên 5 và viết: "Quên tiêu đề đi: Jackass không thể tiếp tục mãi được. Chỉ cần tận hưởng một cơ hội cuối cùng để xem những tên khốn xinh đẹp này làm những gì chúng giỏi nhất trước khi khập khiễng và tập tễnh đi."

## Jackass 4.5
Trong một cuộc phỏng vấn năm 2021 trên The Film Stage, đạo diễn kiêm nhà sản xuất Jeff Tremaine đã được hỏi liệu Eric André có xuất hiện trong Jackass Forever sau khi hợp tác trong Bad Trip hay không: "Có thể Eric sẽ tham gia. Nếu không, anh ấy sẽ tham gia Jackass 4.5" Tremaine nói. Thành viên diễn viên Ehren McGhehey cho biết họ đã quay rất nhiều cho Jackass Forever và kết thúc với hai cảnh phim đáng giá. Anh ấy cũng nói rằng Jackass 4.5 sẽ tương tự như Jackass 2.5 và Jackass 3.5, bao gồm cảnh hậu trường, cảnh quay không sử dụng, ngoại cảnh và các cuộc phỏng vấn với dàn diễn viên và thành viên đoàn làm phim. Chris Pontius tuyên bố rằng Jackass 4.5 sẽ được phát hành trên Netflix, Johnny Knoxville sau đó đã xác nhận. Preston Lacy và Steve-O nói rằng nó sẽ có trên Netflix cho đến năm 2024 và sẽ chuyển độc quyền sang Paramount+ sau đó. Nó được phát hành vào ngày 20 tháng 5 năm 2022.